# 卡齐米日·希维翁泰克

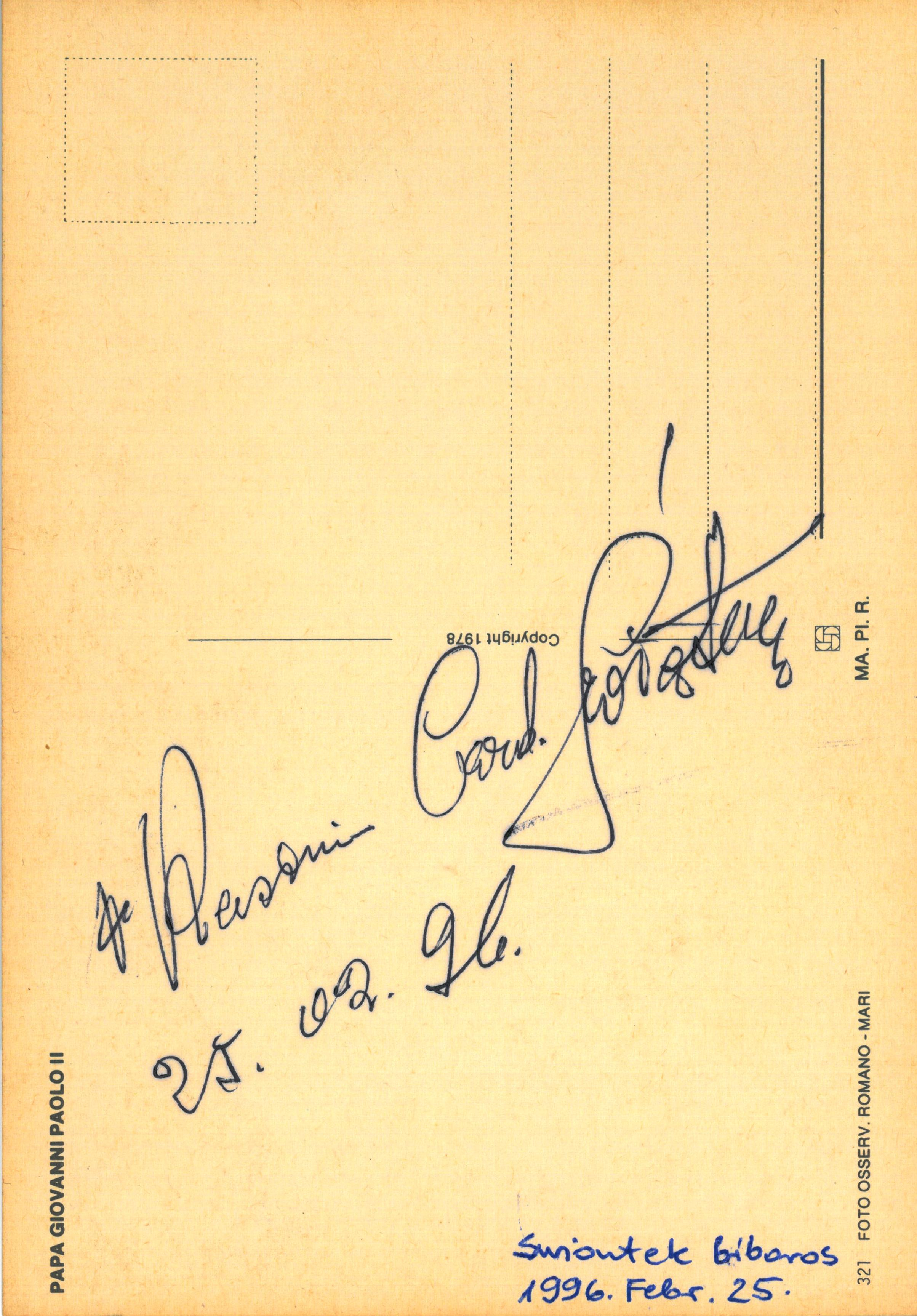
存放在匈牙利埃斯泰爾戈姆的卡齊米日·希維翁泰簽名 (1996年2月25日)

卡齊米日·希維翁泰克（波蘭語：Kazimierz Świątek，羅馬化：Kazimir Sviontak；1914年10月21日—2011年7月21日），是天主教白俄羅斯籍司鐸級樞機。也是原明斯克-莫吉廖夫總教區總主教。

## 生平

### 早年生活
卡齊米日·希維翁泰克的父母均是波蘭籍。他出生於1914年10月21日，俄羅斯帝國愛沙尼亞南部瓦爾加縣的首府瓦爾加。家人在1917年俄國革命期間，蘇聯被驅逐至遠東西伯利亞。父親在波蘇戰爭中戰鬥中去世。
於1939年4月8日，在平斯克教區晉鐸。然後，被派到普魯扎內的當區中服務1939年，蘇聯與納粹德國簽署德蘇互不侵犯條約，蘇聯佔領平斯克。天主教也同時被打壓。

### 受迫害
希維翁泰克於1941年4月被內務人民委員部逮捕，並在布列斯特關押兩個月。後來，他利用納粹德國入侵蘇聯造成的混亂，於1941年6月22日成功逃離監獄，並返回普魯扎。1944年12月，希維翁泰克被內務人民委員部再次逮捕。 翌年，在集中營被判處10年勞改，並被送到西伯利亞和蘇聯北部的北方針葉林和礦山中工作。1954年6月獲得釋放，回到平斯克教區繼續服務。

### 晉牧
於1991年5月21日晉牧，被時任教宗若望·保祿二世任命為明斯克-莫吉廖夫總教區總主教。1991年4月13日起兼任平斯克教區宗座署理。他曾被選出任為白俄羅斯主教團主席。
1994年11月26日，被時任教宗若望·保祿二世冊封為司鐸級樞機。1994年11月26日，再冊封為司鐸級樞機。直至2006年6月14日榮休，由塔德烏斯·孔德魯謝維茨接替出任明斯克-莫吉廖夫總教區正權總主教。
卡齊米日·希維翁泰克於2011年7月21日，在白俄羅斯北部布列斯特州的城市平斯克去世，享年96歲。